# 夏見神社
夏見神社（なつみじんじゃ）は、滋賀県湖南市にある神社。

## 概要
嵯峨天皇の勅願所であった興福寺の末寺にあたる金光山光明寺の鎮守社として建てられた神社、織田信長の兵火にあい、一時は荒廃するも甲賀五十三家のひとつである夏見大学が再興して現在に至る。
境内の石灯籠は市の指定文化財になっている。
美声になるという利益があるとされる。